# Balazé
Balazé (en bretó Belezeg, en gal·ló Balazæ) és un municipi francès, situat a la regió de Bretanya, al departament d'Ille i Vilaine. L'any 2006 tenia 2.062 habitants. Limita al nord-oest amb Taillis, al nord amb Châtillon-en-Vendelais, al nord-est amb Montautour, a l'est amb Saint-M'Hervé, al sud-oest amb Montreuil-sous-Pérouse i al sud amb Vitré.

## Demografia
| 1962                                       | 1968  | 1975  | 1982  | 1990  | 1999  |
| ------------------------------------------ | ----- | ----- | ----- | ----- | ----- |
| 1.267                                      | 1.268 | 1.372 | 1.512 | 1.711 | 1.914 |
| Des de 1962: població sense dobles comptes |       |       |       |       |       |

## Administració
| Període   | Identitat             | Partit |
| --------- | --------------------- | ------ |
| 1945-1976 | Alexis Méhaignerie    | MRP    |
| 1976-2008 | Paul Méhaignerie      |        |
| 2008-2009 | Louis Foucher         |        |
| 2009-     | Maryanick Méhaignerie |        |